# Chevincourt
Chevincourt település Franciaországban, Oise megyében. Lakosainak száma 782 fő (2022. január 1.). Chevincourt Cannectancourt, Élincourt-Sainte-Marguerite, Machemont, Marest-sur-Matz és Mélicocq községekkel határos.

## Népesség
A település népességének változása:
| Lakosok száma | 858  | 872  | 889  | 869  | 843  | 816  | 790  | 779  | 782  |
|               | 2013 | 2015 | 2016 | 2017 | 2018 | 2019 | 2020 | 2021 | 2022 |